# David Jakowlewitsch Aizman

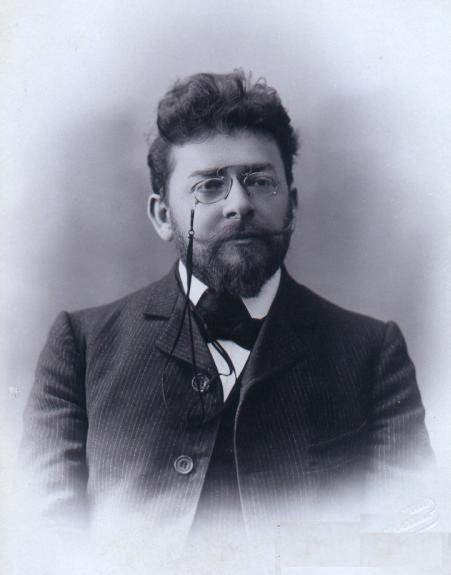
David Aizman

David Jakowlewitsch Aizman (Давид Яковлевич Айзман, David Jakovlevič Ajzman; * 26. März 1869 in Nikolajew, Gouvernement Cherson; † 26. September 1922 in Detskoje Selo) war ein russisch-jüdischer Schriftsteller und Dramatiker.
Aizman ging 1896 nach Paris, um Malerei zu studieren, 1898 zog er mit seiner Frau, einer Physikerin, in das Département Haute-Marne. In Frankreich debütierte er als Schriftsteller mit Beiträgen in der Zeitschrift Russkoje bogatstwo. Ebenfalls in Frankreich erschienen seine Debütromane Na chuzhbine (1902) und Zemliaki (1903). 1902 kehrte er nach Russland zurück. In den ersten beiden Jahrzehnten des 20. Jahrhunderts erschienen hier seine Romane und Erzählungen in führenden Literaturzeitschriften, und seine Stücke wurden an den großen Theatern gespielt. Zwischen 1911 und 1918 erschien eine achtbändige Werkausgabe. Aizman galt als bedeutender russisch-jüdischer Autor dieser Zeit, und Alexander Amfiteatrov verglich ihn mit Dostojewski und Garschin.
Wegen seiner offensiven Auseinandersetzung mit dem russischen und ukrainischen Antisemitismus waren seine Werke nach der Oktoberrevolution unbequem. Seine Prosa wurde seit Anfang der 1930er Jahre nicht mehr verlegt und geriet in Vergessenheit, allenfalls war er noch als Autor des Dramas Ternovyi kust (1907) bekannt. Auch im Ausland wurde sein Werk wenig beachtet und wurde nicht übersetzt. Im Jahr 1976 komponierte der Amerikaner Leonard Lehrman nach dem Kurzroman Cheta Krasovitskikh die Oper Sima.

## Werke
- Na chuzhbine (1902)
- Zemliaki (1903)
- Ledokhod (1905)
- Utro Anchla (1906)
- Ternovyi kust (1907)
- Krovavyi razliv (1908)